# Couvent Saint-Gabriel et église Notre-Dame de l'Annonciation de Berlin
Pour les articles homonymes, voir Église Notre-Dame-de-l'Annonciation.
Le couvent Saint-Gabriel et église Notre-Dame de l'Annonciation est un couvent des religieuses de la Société du Verbe Divin à Berlin-Westend.

## Architecture
Il s'agit d'un complexe immobilier construit par Martin Braunstorfinger entre 1933 et 1937 au Preußenallee 27, Bayernallee 30-32 et Oldenburgallee 46-50 avec un complexe résidentiel attenant. L'aile de l'église et deux bâtiments du couvent forment un complexe à trois ailes en forme de Z, auquel un bâtiment du monastère en forme de L est bridé. Dans la partie ouest de la propriété, il y a deux autres bâtiments de trois étages. Le style architectural des bâtiments en maçonnerie est la nouvelle objectivité et l'expressionnisme.

## Couvent
La Congrégation des Servantes du Saint-Esprit de l'Adoration Perpétuelle compte environ 400 membres dans des couvents, dont le couvent Saint-Gabriel de Berlin. En raison de la couleur de la tunique de leur habit, les sœurs adoratrices sont aussi communément appelées « Sœurs Roses ». La tâche des moniales cloîtrées est la liturgie des Heures, l'adoration perpétuelle et la promotion de l'activité missionnaire par la prière.
La fondation du couvent remonte au prêtre de la cathédrale de Berlin Bernhard Lichtenberg. Au début du régime nazi, il voit le besoin d'un lieu de l'adoration perpétuelle dans la capitale du Reich et se rend lui-même à l'abbaye-mère de Steyl pour demander à la Supérieure générale d'envoyer des religieuses à Berlin. Pour cette raison, le couvent est à l'origine destiné à être dédié au combat contre le mal, à l'archange Michel, mais l'évêque berlinois Konrad von Preysing tranche en faveur de l'archange de l'Annonciation, Gabriel, le monastère est consacré le jour de la fête de l'Annonciation, le 25 mars 1936.
Le large portail du couvent est accessible par un escalier. La façade a deux fenêtres rondes au rez-de-chaussée. Aux étages supérieurs, il y a trois écrans arqués en clinker, chacun avec deux fenêtres, les parapets des étages inférieurs sont décorés de reliefs. Le terrain du couvent est clôturé avec des balustrades en fer forgé sur des pierres de taille calcaire.
La Supérieure Générale des Sœurs de l'Adoration de Steyl décide de la dissolution du couvent fin 2021 en raison du faible nombre de religieuses, leur état de santé vieillissant et de vendre le bâtiment classé. L'année de la fermeture, onze sœurs âgées de 40 à 84 ans vivent encore au couvent sous la direction de la supérieure, sœur Marie Mechthildis, en fonction depuis 2009. Après la fermeture, elles déménagent vers la maison-mère de Steyl, le couvent de la Trinité de Bad Driburg et le couvent de Nysa.
Diverses initiatives à Berlin œuvrent actuellement à la préservation du couvent Saint-Gabriel en tant que lieu de prière et de culte.

## Église
La première pierre est posée le 27 mai 1937 et l'église est consacrée en décembre 1937. La vue extérieure suggère une église à plan basilical, mais derrière la façade du clocher se trouve la nef d'une église à nef unique.
Les murs extérieurs latéraux de l'église, revêtus de briques de clinker brun rougeâtre, ont de fines fenêtres en arc encadrées de pierre de taille en plastique. La façade de l'église à trois niveaux a une section centrale en plâtre blanc en forme de tour flanquée de surfaces de clinker rouge-brun. Un escalier mène au large portail encadré de pierres de taille. Immédiatement au-dessus du portail se trouvent trois hautes fenêtres cintrées, qui sont traversées horizontalement par trois reliefs, dont les inscriptions se lisent de haut en bas : VENITE ADOREMUS JESUM (en latin : Venez, adorons Jésus).
L'impression d'une basilique à trois nefs est également créée à l'intérieur de l'église par des poutres latérales revêtues. La nef est éclairée par de hautes fenêtres étroites et cintrées dans les murs latéraux. L'intérieur de l'église n'est accessible que dans le premier tiers et est séparé du chœur des religieuses par une grille. L'abside resserrée et semi-circulaire avec un maître-autel surélevé de quelques marches est flanquée de deux niches murales à l'extrémité du chœur avec des autels latéraux, qui s'ouvrent à leur tour sur le couvent derrière. Après la réforme liturgique de Vatican II, le maître-autel est remplacé par un autel plus simple surmonté d'une stèle de tabernacle. Le mur de l'abside et les niches sont tapissés de marbre, la partie supérieure du mur de l'abside est conçue en arcade, la partie inférieure des ouvertures est fermée par des croisillons en bois à motifs, de même que les fenêtres rondes au-dessus des niches. L'autel est éclairée par une lucarne circulaire avec la colombe du Saint-Esprit.